# Tercer Gran Despertar
 Tercer Gran Despertar (1850-1950) Periodo histórico propuesto por William G. McLoughlin que estuvo marcado por activismo religioso en la historia norteamericana y se extiende desde finales de la década de 1850 hasta principios del siglo XX. El mismo influyó las denominaciones protestantes pietistias y tuvo un fuerte elemento de activismo social.  Cobró fuerza gracias a la creencia postmilenial  de que la Segunda Venida de Cristo ocurriría después de que la humanidad hubiera reformado toda la tierra. Estaba afiliado al Movimiento de Evangelio Social, el cual aplicó cristianismo a los problemas sociales y obtuvo su fuerza del despertar, al igual que el movimiento  misionero mundial.  Surgieron nuevas agrupaciones, como el movimiento de Santidad y Movimiento de los Nazarenos y los Pentecostales, también los testigos de Jehová, Espiritismo, Teosofía, Thelema, y Ciencia cristiana.
Esta era vio la adopción de un número de causas morales, como la abolición de la esclavitud y la prohibición de las bebidas alcohólicas en los Estados Unidos.
(Kenneth Scott Latourette cuestionó la tesis que los Estados Unidos tuvo un Tercer Gran Despertar.)

## Visión general
Este artículo se centra en el despertar que tuvo lugar durante el siglo XIX en América. Hasta ahora, también incluye material sobre Corea. Un despertar similar hubo en Gran Bretaña, identificado por J. Edwin Orr, cuando a partir de 1859 con su influencia, continuando hasta el final del siglo, impactando el crecimiento de la iglesia, la misión en el extranjero y la acción social..
Las principales iglesias protestantes estadounidenses estaban creciendo rápidamente en número, riqueza y niveles educativos, arrojando sus orígenes fronterizos y centradas en pueblos y ciudades. Intelectuales y escritores como Josiah Fuerte abogaron por un cristianismo musculoso con un alcance sistemático a los inalcanzados en América y a nivel global. Otros construyeron colegios y universidades para capacitar a la próxima generación. Cada denominación apoyó sociedades misioneras activas e hizo que el papel del misionero fuera de gran prestigio..
Los nombres más importantes incluyen Dwight L. Moody, Ira D. Sankey, William Cabina y Catherine Cabina (fundadores del Ejército de Salvación), Charles Spurgeon y James Caughey.  Hudson Taylor inició la Misión China Inland, y Thomas John Barnardo fundó sus orfanatos famosos.
La mayoría grande de los protestantes pietistas históricos (en el Norte de EE. UU.) apoyaron el Partido Republicano, y lo instaba a respaldar las prohibiciones y reformas sociales.[7] (Ve Tercer Sistema de Partido). El despertar en numerosas ciudades estuvo interrumpido en 1858  por la guerra civil americana. En el Sur de Estados Unidos, por otro lado, la Guerra Civil estimuló varios avivamientos, especialmente el avivamiento de los Estados Confederados del Ejército del General Robert E. Lee. [la cita llena necesitada]
Después de la guerra, Dwight L. Moody hizo del avivamiento la pieza central de sus actividades en Chicago, y fundó el Instituto Bíblico Moody. Los himnos de Ira Sankey fueron especialmente influyentes.
Por toda la nación estadounidense, los abstencionistas hicieron una cruzada en nombre de la religión para la prohibición de alcohol. La Unión de Mujeres Cristianas por la Templanza movilizo a las mujeres protestantes para cruzadas sociales en contra del licor, la pornografía y prostitución, y provocó la demanda para el sufragio femenino.
La plutocracia de la Edad Dorada fue objeto de un fuerte ataque por parte de los predicadores y reformadores del Evangelio Social en la Era Progresista. El historiador Robert Fogel identificó numerosas reformas, especialmente las batallas que involucran el trabajo infantil, la educación primaria obligatoria y la protección de las mujeres contra la explotación en las fábricas. Con Jane Addams's Hull House en Chicago como su centro, el movimiento casa de asentamiento y la vocación de trabajo social fueron profundamente influenciados por el Evangelio Social.
En 1880, la denominación de Ejército de la Salvación llegada en América. Aunque su teología se basó en ideales expresados durante el Segundo Gran Despertar, su enfoque sobre la pobreza fue del Tercero.
Todas las principales denominaciones patrocinaron crecientes actividades misioneras, tanto dentro de los Estados Unidos como alrededor del mundo.. [la cita llena necesitada]
Las universidades asociadas con iglesias se expandieron rápidamente en número, tamaño y calidad de los planes de estudios.  La promoción del "cristianismo muscular" se hizo popular entre los hombres jóvenes en el campus y en las  YMCAs urbanas,  así como en grupos de jóvenes denominacionales como la Liga Epworth para los Metodistas y el Walther Liga para los Luteranos. El jugador de béisbol Profesional Billy Sunday convertido como hombre joven en los 1880, llegó a ser un evangelista, y es ampliamente considerado el  evangelista más influyente de América en las primeras dos décadas del siglo XX. En 1891, el baloncesto fue inventado en la Asociación Cristiana de Hombres Jóvenes (YMCA) en Springfield, Massachusetts.

## Religiones nuevas
En 1879 Mary Baker Eddy estableció la Ciencia Cristiana, que ganó seguidores a nivel nacional..
La Sociedad para la Cultura Ética fue establecida en Nueva York en 1876 por Felix Adler y atrajo a una clientela judía reformista.
Charles Taze Russell fundó el movimiento de Estudiantes de la Biblia . En julio de 1879, Russell comenzó a publicar una revista religiosa mensual, Zion's Watch Tower y Herald of Christ's Presence . Él y su grupo de compañeros de estudios se identificaron por primera vez como la Asociación del Púlpito del Pueblo y luego en 1910 como la Asociación Internacional de Estudiantes de la Biblia. En 1931, después de cismas dentro de los Estudiantes de la Biblia y de obtener el control de la entidad legal Watchtower Bible and Tract Society, Joseph Franklin Rutherford, junto con exmiembros del movimiento de Estudiantes de la Biblia, adoptaron el nombre de Testigos de Jehová .
El movimiento del Nuevo Pensamiento se expandió a medida que se fundaron la Unidad y la Iglesia de la Ciencia Divina .

## Movimientos de Santidad y Movimientos Pentecostales
El objetivo del Movimiento de Santidad en la Iglesia Metodista era ir más allá de la experiencia de conversión única que produjeron los avivamientos y alcanzar la santificación completa. Los pentecostales fueron un paso más allá, buscando lo que llamaron un "bautismo en el espíritu" o "bautismo del Espíritu Santo" que capacitaba a los que tenían este don especial para sanar a los enfermos, realizar milagros, profetizar y hablar en lenguas..
El redescubrimiento del movimiento pentecostal se remonta a las montañas Ocoee, cerca de Carolina del Norte, en la parte superior del valle del Río Tennessee, cuando un grupo dirigido por el ministro metodista Richard Spurling se reunió en 1886-96 y pidió una vida santa. En ese momento experimentaron lo que se conoce como el Bautismo del Espíritu Santo, capacitando a los cristianos para vivir en santidad. Poco se sabe de este movimiento porque sucedió en las montañas, en comparación con el avivamiento de la calle Azusa que sucedió en Los Ángeles, California. Sin embargo, la organización nacida de ese grupo liderado por Spurling ha crecido hasta tener una presencia internacional en más de 200 países alrededor del mundo con una membresía de iglesia de más de 7 millones de cristianos; se la conoce como la " Iglesia de Dios ", con sede en Cleveland, Tennessee . La organización es propietaria de la Universidad Lee y del Seminario Teológico Pentecostal.
Charles Parham en Topeka, Kansas, quien también era ministro metodista, renunció a su ordenación como ministro y comenzó a predicar sobre el bautismo del Espíritu Santo. Durante un servicio el 31 de diciembre de 1899, Parham impuso las manos sobre una mujer llamada Agnes Ozman ; se supone que recibió el bautismo del Espíritu Santo y que comenzó a hablar en lenguas y a profetizar. Esta es la raíz del mejor conocido " Azusa Street Revival " en Los Ángeles, California (1906) dirigido por William J. Seymour, un estudiante afroamericano de Parham.

## Avivamientos paralelos en otras latitudes

### Avivamiento en Gales
En el período comprendido entre 1850 y 1930, hubo dos avivamientos en Gales. Uno en 1859 y el otro específicamente entre los años 1904 y 1905, conocido como el avivamiento más grande del siglo 20 en Gales. El primero ocurrió dentro del seno de la Iglesia de Inglaterra, donde los creyentes reaccionaron contra conformismo anglicano, es decir ya un avivamiento había estado en desarrollo alcanzando una manifestación representativa en 1859. La iglesia dejó las enseñanzas calvinistas hasta cierto punto. Esto dio como resultado la creación de la denominación conocida como Iglesia Metodista Calvinista de Gales, la cual décadas después se denomino Iglesia Presbiteriana de Gales. Dentro de la tendencia del  no conformismo anglicano, también los bautistas y muchos congregacionalistas
Luego, entre 1904 y 1905, ocurrió dentro del seno de algunas denominaciones, especialmente la metodista calvinista un avivamiento más dramáticos en términos de popularidad, que a su vez se extendían a otras naciones. Los números de criminalidad se redujeron, las tabernas cerraron, disminuyó el número de borrachos. En contraste, las iglesias permanecían abarrotadas, como por ejemplo la Iglesia Bautista Mount Pleasant de Swansea: donde los pasillos fueron ocupados por más asientos y muchas personas se convertian a la fe; al mismo que tiempo que salían misioneros a todas partes del mundo. Este avivamiento fue de gran influencia en el avivamiento de la Calle Azuza.
Se informa que en este avivamiento, las reuniones del evangelista Evan Roberts eran "espontáneas" o más bien inspiradas, tal como las reuniones de los primeros cristianos de la Sociedad Religiosa de los Amigos, también conocidos como Cuáqueros.

### Impacto y avivamiento en Corea
Chun Beh Im comparó el método evangelístico y los resultados del Tercer Gran Despertar en Estados Unidos con los avivamientos coreanos de 1884-1910. Muchas técnicas del Segundo y Tercer Gran Despertar se trasladaron de América a Corea, incluido el sistema de circuitos de los metodistas, los predicadores campesinos bautistas, los avivamientos en los campus de la costa este, las reuniones campestres en el oeste, las nuevas medidas de Charles G. Finney, el avivamiento de oración del laico, el avivamiento masivo urbano de D. L. Moody y el movimiento de estudiantes voluntarios . Se descubrió cuatro áreas de influencia a partir de una comparación y análisis de los avivamientos de los dos países: el establecimiento de la tradición, la adopción de énfasis similares, la incorporación de metodologías evangelísticas y la observación de los resultados de los avivamientos. Los avivamientos estadounidenses tuvieron una gran influencia en los avivamientos coreanos, y la tradición del avivamiento estadounidense y el entusiasmo hacia las misiones ayudaron a los cristianos coreanos a desarrollar su propia experiencia y tradición religiosa. Esta tradición ha influido en las iglesias coreanas incluso en el siglo XXI.I.
La primera explosión de avivamiento se dio en 1903, el cual se le conoció como Movimiento de Avivamiento de Wonsan. En 1907 ocurrió de igual forma en Pionyang hasta 1910.

### Avivamiento en Suecia
Dos metodistas escoceses, John Paterson y Ebenezer Howard, ingresaron con sus ideas en Suecia por 1808 - previo al avivamiento. La Sociedad Bíblica Británica y Extranjera respaldó dicha labor. Luego, otro predicador metodista escocés, George Scott, sería una figura importante para el avivamiento posterior. Él se había establecido en Estocolmo desde 1830 hasta su deportación en 1842, por parte del Gobierno Sueco. 
Muchos obreros y líderes se desplazaron entre EE. UU. y Suecia para recibir entrenamiento y capacitación, trabajar como pastores antes de establecerse permanentemente dicho país escandinavo. Durante ese tiempo, los no-conformistas sufrieron persecución. A lo largo y ancho del país, las personas empezaban a reunirse para orar y estudiar la Biblia, a pesar de las objeciones legales. Inclusive, Fredrik Olaus Nilsson, el primer pastor de la Iglesia Bautista fundada en 1848 había sido encarcelado. 
En 1857, se estableció la Iglesia Bautista Sueca, técnicamente de forma ilegal. 20 años antes los Metodistas se habían establecido por medio de aquellos que los no-conformistas. A finales del siglo 18, había presencia de ciertos grupos Pentecostales en el país. La presencia de esta última jugaría un rol fundamental en la identidad religiosa de la actualidad Sueca.  Carl Olof Rosenius estimó que ese avivamiento tocó unas 250.000 personas en ese país, casi un 7% de la población. Muchas de las denominaciones y congregaciones aún existen. A pesar del flujo de emigrantes suecos a EE.UU. muchas corrientes en torno a la iglesia libre entró a Suecia. Para 1860, había libertad religiosa en el país, por lo cual la Iglesia del Estado (Luterana) y las diversas manifestaciones cristianas eran permitidas.
En 1887, el Movimiento de Santidad Helgelseförbundet  tuvo su origen con el avivamiento en la ciudad de  Örebro
Para 1913, los Pentecostales bajo el liderazgo de Lewi Pethrus. Los pentecostales suecos salieron de la denominación Bautista, conformándose como iglesias independientes.

### Avivamiento en Transilvania
Los húngaros bautistas de Transilvania, Rumania; surgieron de un avivamiento a finales del siglo 19,  a partir del liberalismo percibido de la iglesia reformada húngara a fines del siglo XIX. Muchos miles de personas fueron bautizadas en un avivamiento que fue dirigido principalmente por laicos sin educación, los llamados "profetas campesinos". De acuerdo con Istvan Gergely (2009), los líderes de la Unión Bautista del Imperio Austro-Húngaro notaron que los feligreses húngaros duplicaban cada año. 
Esos "profetas campesinos" eran hombres jóvenes, sobresalientes evangelistas, estimulados por un deseo profundo de un espíritu evangélico dentro de la iglesia protestante húngara en la región. Ese avivamiento fue un contrataque a la corriente del pensamiento liberal que se enseñaba en las iglesias reformadas, contrarias a lo que dice la Biblia. Dos figuras dentro de este mover fueron  Imre  Révész (quien tradujo los sermones de Calvino al idioma Idioma húngaro)  y  Ferenc  Balogh (alumno de Révész quien era editor de Documentos del Protestantismo Evangélico), combatiendo los pensamiento liberales en la Iglesia Reformada. Este avivamiento alcanzó también la ciudad de Budapest y también Hungría.
Este avivamiento se evidencio con la formación de pequeñas reuniones de estudio bíblico, varios y pequeños grupos de personas dentro de las iglesias que se juntaban para orar y comprender mejor lo que decía las Sagradas Escrituras, se hizo énfasis en la fe personal. Esta pasión por evangelizar no fue solo para los de habla húngara, sino también lo de habla rumana, estimandose también la participación de los germánicos que hablaban el dialecto alemán-suabo.